# Emmauszi tanítványok

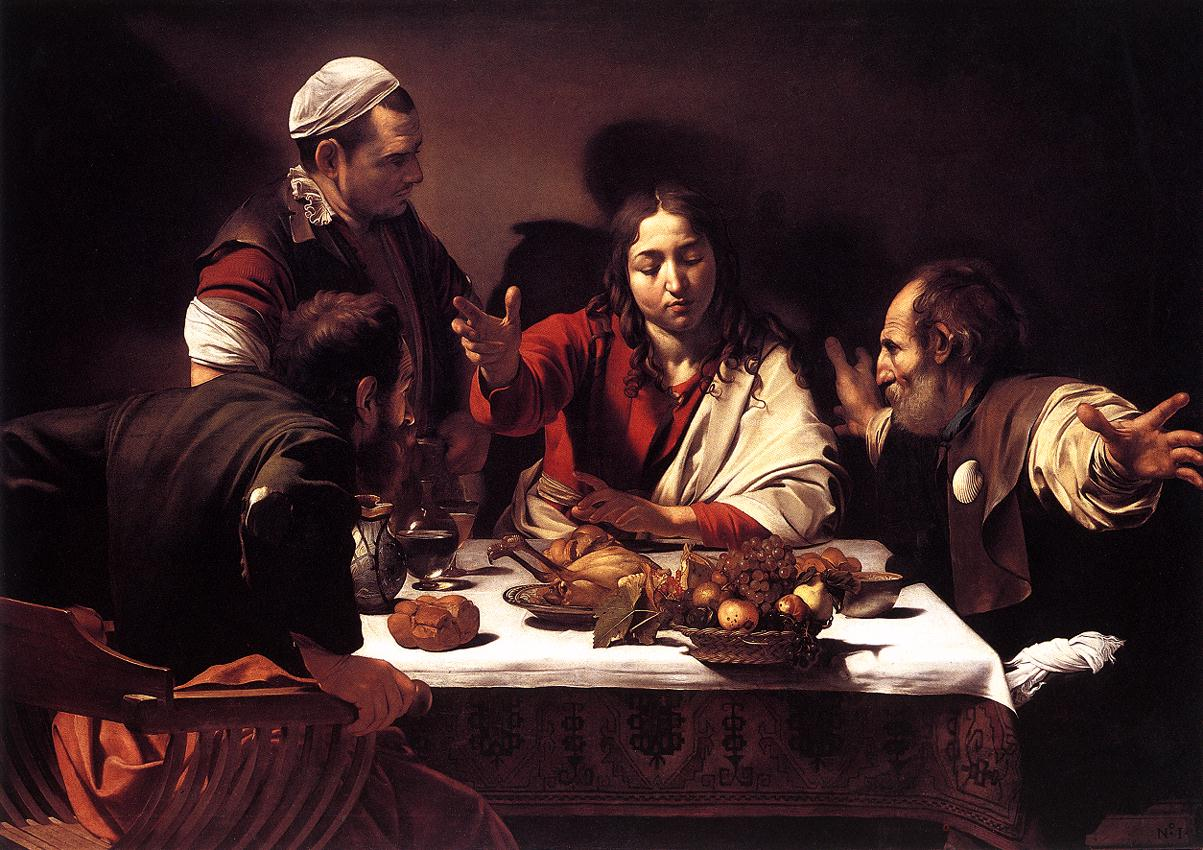
Caravaggio Emmauszi vacsora című festménye, 1601

Az emmauszi  (vagy emmausi) tanítványok Jézus két tanítványa az Újtestamentumban, akik Jeruzsálemből hazafelé menet Emmauszba, találkoznak Jézussal és így tanúi lesznek feltámadásának.
A történet részletesen csak Lukács evangéliumában olvasható, Márk evangéliuma két versben emlékezik meg róla.
A tanítványok kezdetben nem ismerték fel a hozzájuk csatlakozó vándort, aki szomorúságuk okáról kérdezte őket. Amikor megérkeztek a faluba, már esteledett, ezért marasztalták, hogy töltse ott az éjszakát.
"(30) Amikor az asztalhoz ültek, kezébe vette a kenyeret, megáldotta, megtörte s odanyújtotta nekik. (31) Ekkor megnyílt a szemük s felismerték. De eltűnt a szemük elől. (32) "Hát nem lángolt a szívünk – mondták –, amikor beszélt az úton és kifejtette az Írásokat?" (33) Még abban az órában útra keltek, s visszatértek Jeruzsálembe. Ott együtt találták a tizenegyet s társaikat. (34) Azzal fogadták őket, hogy valóban feltámadt az Úr, és megjelent Simonnak. (35) Erre ők is beszámoltak az úton történtekről, meg arról, hogyan ismerték fel a kenyértöréskor" – írja Lukács.
A bibliai Emmausznak sokan a mai kis arab falut, Qubeibehet tartják, amelynek Szent Üdvözítő plébániáján megemlékezéseket szoktak tartani a történetben szereplő kenyértörésről, amelyet a keresztények a történelem első eukarisztikus csodájának tartanak.

## A történet értelmezései
Az emmauszi tanítványok története a Biblia egyik gyakran idézett példázata, amely a szentmiséken sokszor a húsvéti időszakban kerül szóba, de tanulságai miatt máskor is.
A történet egyik gyakran idézett mozzanata a tanítványok elkeseredése: Jézus elvesztésében mindannak összeomlását látják, amiben addig hittek és ami jobb jövőt ígért nekik, mert még nem értették Jézus küldetését és nem hitték el, amit már hallottak másoktól: hogy a sírban nem találtak senkit és Jézus feltámadt. A történetnek ez a része a jóban való remény és a remény szétzúzódásának példázata, a történet folytatásával együtt azonban azt jelenti: a reményt nem szabad feladni és az ígéret beteljesül.
A történet másik gyakran kiemelt mozzanata, hogy a tanítványok nem ismerik fel Jézust, aki kezdetben elkendőzi előlük valódi kivoltát, és később, jelekből jönnek rá, hogy aki velük van és visszatért hozzájuk, az maga a Megváltó. 
A harmadik lényeges mozzanat a kenyértörés, amely folytatása az utolsó vacsorának és kezdete egy máig ható hagyománynak – a eucharisztia szentségével Krisztus megtalálta a módját annak, hogy örökre azokkal maradjon, akik már azt hinnék, örökre elszakították őket tőle.

## Érdekesség
- François Villon (1431-1463?) francia költő a Nagy Testamentum című versgyűjteményének bevezetőjében önmagát az emmauszi tanítványokhoz hasonlítja, azaz az olyan emberekhez, akik elkeseredtek Krisztus elvesztése miatt, de keresik a hozzá visszavezető utat.